# Años 1940
Se denomina años 1940 o años cuarenta del siglo XX al decenio que empezó el 1 de enero de 1940 y terminó el 31 de diciembre de 1949.
La Segunda Guerra Mundial marcó como ningún otro acontecimiento la década de 1940 y el siglo en general. Al igual que en 1914, la guerra se extendió a diversos continentes, aunque este conflicto fue mucho más sangriento y modificó el mundo de una manera más radical. En 1945, al final de la guerra, Alemania había sufrido enormes pérdidas humanas y materiales, al igual que Japón.
Si bien Alemania sufrió la mayor cantidad de bajas militares, fue la Unión Soviética la que sufrió el mayor número de bajas civiles. América no fue escenario de enfrentamientos significativos y los estados latinoamericanos estuvieron al margen de la confrontación, aun cuando de manera oficial apoyaron la causa de los aliados.
Estados Unidos y la Unión Soviética se convirtieron en las nuevas y únicas potencias del mundo. Todas las demás antiguas potencias pasaron a un segundo nivel.
La Sociedad de Naciones fue reemplazada por la ONU, que a diferencia de la anterior tuvo su sede en Nueva York y no en Europa.
En 1948, se estableció formalmente el estado de Israel gracias al respaldo de Gran Bretaña y los Estados Unidos. Esta nueva nación estaba conformada netamente de población judía, que en su mayoría era proveniente de Europa, donde había sufrido la persecución por parte de los nazis. Empieza el conflicto árabe-israelí.
Las dos fuerzas principales de China que lucharon contra Japón, que fue su enemigo común durante la guerra, reanudaron las hostilidades en la guerra civil china por el control del territorio. El bando comunista se vio apoyado decididamente por la Unión Soviética y el bando nacionalista, en apariencia respaldado por Estados Unidos, fue derrotado y obligado a recluirse en la isla de Formosa (actual Taiwán).
La India consiguió su independencia a través de la revolución pacifista de Majatma Gandhi en 1947.

## Acontecimientos

### 1940
- Segunda Guerra Mundial: 
  - Adolf Hitler en la cumbre de su poder. La Alemania Nazi desata la Blitzkrieg contra Noruega, Dinamarca, los Países Bajos, Bélgica, Luxemburgo y Francia (abril-junio).
  - El gobierno de Philippe Petain pide un armisticio. Después del Armisticio del 22 de junio el mariscal Petain, jefe del Estado francés.
  - Fundación del movimiento Francia Libre, por el general Charles de Gaulle.
  - Winston Churchill (primer ministro del Reino Unido), para alentar a los británicos frente al peligro nazi, pronuncia su célebre discurso de «Sangre, sudor y lágrimas».
  - Batalla de Inglaterra. La Luftwaffe alemana no consigue doblegar a la RAF británica. Plan de invasión nazi de Gran Bretaña se cancela. Primer fracaso militar germano.
  - La guerra europea se extiende al Mediterráneo y África del Norte.
  - Firma del Pacto Tripartito entre las Potencias del Eje.
  - Entrevista Hitler-Franco en Hendaya, donde el primero busca la participación de España junto al Eje (23 de octubre).
  - Entrevista Hitler-Mólotov en Berlín, ante el empeoramiento de las relaciones entre Alemania y la Unión Soviética (noviembre).

### 1941
- Segunda Guerra Mundial: 
  - El Afrika Korps alemán es enviado al África del Norte, en apoyo de los italianos.
  - El ejército del Tercer Reich ocupa los Balcanes, aplazando la invasión a la Unión Soviética (abril-mayo).
  - Operación Barbarroja. Alemania invade la Unión Soviética (22 de junio).
  - Japón ataca a la flota estadounidense en Pearl Harbor.
  - El Congreso de Estados Unidos declara la guerra a Japón y entra en la contienda mundial.
  - "Nacht und Nebel" (7 de diciembre).
  - Firma de la Ley de Préstamo y Arriendo entre los Aliados.
  - Batalla de Moscú. La ofensiva alemana es detenida a pocos kilómetros de Moscú por las tropas soviéticas, que obligan al adversario a retroceder. Primer fracaso de la Wehrmacht.
- Glenn T. Seaborg y Edwin Mattison McMillan: descubrimiento del plutonio.
- Frederic Kipping: descubrimiento de las siliconas.

### 1942
- Segunda Guerra Mundial: 
  - La Batalla del Atlántico, en su punto álgido.
  - Conferencia de Wannsee. Decisión nazi de exterminar a los judíos en Europa.
  - Enfrentamiento entre Japón y los Estados Unidos en la Batalla del Mar de Coral.
  - Derrota Japonesa en la Batalla de Midway. Punto de inflexión de la guerra en el Pacífico.
  - Avance de las tropas alemanas por el Cáucaso hacia Stalingrado, con el fin de apoderarse de los pozos petrolíferos.
  - Se inicia la Batalla de Stalingrado. La lucha más sangrienta de la historia.
  - Victoria aliada en la Segunda Batalla de El Alamein. Punto de inflexión de la guerra en África de Norte.
  - Desembarco anglo-estadounidense en África del Norte.
  - Las potencias occidentales consiguen la supremacía aérea en los cielos europeos. Alemania bajo los bombarderos aliados.
- Firma del Protocolo de Río de Janeiro.
- Nueva York: exposición en la galería Art of this Century, de Peggy Guggenheim, de numerosos artistas europeos emigrados, entre ellos los surrealistas Tanguy, Ernst, Matta y Masson. En la misma galería se presentarán los cuadros estadounidenses del expresionismo abstracto, Pollock, Kline, De Kooning, Rothko, Newman...

### 1943
- Segunda Guerra Mundial: 
  - Conferencia de Casablanca. Los Aliados establecen su estrategia: Alemania primero. Rendición incondicional de las potencias del Eje.
  - Victoria soviética sobre el ejército alemán en la Batalla de Stalingrado. Punto de inflexión de la guerra en Europa.
  - Victoria estadounidense sobre Japón en la Batalla de Guadalcanal.
  - Victoria aliada en África del Norte, con la rendición del Eje en Túnez.
  - Desembarco aliado en Sicilia.
  - Derrocamiento de Benito Mussolini por el Gran Consejo Fascista en Italia. Acto seguido, Mussolini es arrestado por orden del rey Víctor Manuel III, quien le recluye en el Gran Sasso.
  - Firma del armisticio con los aliados, por el nuevo gobierno italiano de Pietro Badoglio.
  - Hitler ordena la ocupación de Italia, después de la destitución de Mussolini y la firma del armisticio por el gobierno de Badoglio.
  - Se inicia la Campaña de Italia, para expulsar a los alemanes del país.
  - Después de su rescate por un comando alemán; Mussolini, crea la República Social Italiana, establecida en Saló.
  - Bombardeo de Hamburgo por los aliados.
  - Tras la Batalla de Kursk, el Ejército Rojo toma la iniciativa definitiva en el frente oriental. En contrapartida, la Wehrmacht se repliega y pasa a la guerra defensiva.
  - Conferencia de El Cairo. Los aliados occidentales y China definen la política a seguir contra Japón.
  - Conferencia de Teherán. Los Tres Grandes acuerdan la apertura de un segundo frente en Europa.

### 1944
- Segunda Guerra Mundial: 
  - Batalla de Normandía, también conocido como Día-D. Después de desembarcar exitosamente, los Aliados abren el frente occidental europeo.
  - Contraofensiva estadounidense en el Pacífico (Toma de las Islas Marshall, Islas Marianas y liberación de Nueva Guinea).
  - Operación Bagratión. El ejército soviético marcha por los países de Europa Oriental, que inmediatamente se convierten en satélites de Moscú.
  - El gobierno de Franco reafirma la neutralidad de España.
  - Atenas es liberada de la ocupación nazi.
  - La familia Frank es descubierta en su escondite, son arrestados por la Gestapo, y llevados a campos de concentración.
  - Atentado contra Adolf Hitler.
  - Liberación de París por los aliados.
  - Insurrección de Varsovia (agosto-octubre).
- Conferencia de Brazzaville.
- Unión Soviética: En Moscú se modifica la primera Constitución soviética.
- Conferencia de Bretton Woods: Origen del Fondo Monetario Internacional (FMI).
- Revolución búlgara: La guerrilla antifascista del Frente de la Patria derroca al gobierno y une Bulgaria a los Aliados.
- Ficciones de Jorge Luis Borges.

### 1945
- Segunda Guerra Mundial: 

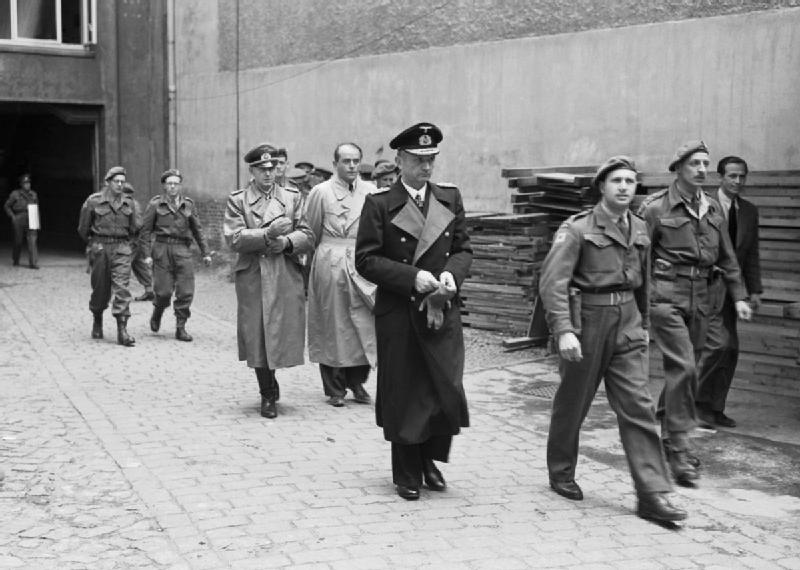
Fin de la Segunda Guerra Mundial

  - Batalla de las Ardenas. Última ofensiva alemana en el frente occidental.
  - Ofensiva Vístula-Óder. Liberación de la Polonia ocupada. Las tropas rusas a las puertas de Alemania.
  - Batalla de  Königsberg. El ejército de la Unión Soviética avanza en territorio alemán por Prusia Oriental.
  - Conferencia de Yalta. Los Tres Grandes planifican el mundo de la posguerra.
  - Bombardeo de Dresde por los aliados (13 y 14 de febrero).
  - El ejército de Estados Unidos conquista Iwo Jima en el pacífico.
  - Operación Plunder. Los Aliados occidentales cruzan la frontera alemana.
  - Fallece F. D. Roosevelt; es sustituido en su cargo presidencial por H. S. Truman (12 de abril).
  - Los Aliados occidentales avanzan por territorio alemán.
  - Batalla de Berlín. El Ejército Rojo combate los últimos focos de resistencia nazi.
  - Día del Elba. Encuentro de las fuerzas estadounidenses y soviéticas. El territorio alemán dividido en dos.
  - Liberación de Italia por los aliados (abril).
  - Benito Mussolini es arrestado por un comando partisano. En seguida es ejecutado, y su cadáver ultrajado públicamente en Milán.
  - Suicidio de Adolf Hitler, el 30 de abril, un día antes de la llegada de las tropas soviéticas a su búnker en Berlín.
  - Rendición incondicional de la Alemania Nazi (8 de mayo). Fin de la guerra en Europa.
  - Ocupación aliada de Alemania.
  - Conmoción mundial tras descubrirse los Campos de concentración nazis.
  - El ejército de Estados Unidos se acerca a Japón, se apodera después de una épica batalla, de Okinawa (junio).
  - Winston Churchill es sustituido como premier británico, al ser derrotado en las elecciones por el líder Laborista Clement Attlee.
  - Conferencia de Potsdam.
  - Liberación de Filipinas por las tropas estadounidenses.
  - Bombardeos atómicos sobre Hiroshima y Nagasaki en Japón, por la fuerza aérea estadounidense.
  - Rendición incondicional de Japón. Fin de la Segunda Guerra Mundial (2 de septiembre).
- Firma de la Carta de la Organización de las Naciones Unidas ONU.
- Se inicia el Proceso de Núremberg, contra los principales jerarcas del nazismo (20 de noviembre).
- Nacimiento del Fondo Monetario Internacional.
- Formación de la Liga Árabe.
- Tras la guerra, los Estados Unidos y la Unión Soviética se convierten en las dos superpotencias mundiales, formando los bloques capitalista y comunista respectivamente. Inicia la Guerra Fría.

### 1946
- Albania y Bulgaria, repúblicas populares.
- Juan Perón, presidente de la República Argentina.
- Guerra civil en Grecia entre monárquicos y comunistas.
- Creación de la UNESCO.
- Proceso de Núremberg: Ejecución de sentencias contra 21 de los principales dirigentes nazis (16 de octubre).
- Miguel Alemán Valdés, primer presidente civil de México después de la revolución.
- 1946-1954: Guerra de Indochina.
- IBM: Primer ordenador electrónico.

### 1947
- Tratados de paz de París.
- Plan Marshall para la reconstrucción de Europa.
- Implantación del modelo comunista en Rumanía.
- Ocurren la primeras elecciones presidenciales libres en Venezuela.
- Chuck Yeager: primer piloto de vuelo supersónico.

### 1948
- Golpe de Estado comunista en Checoslovaquia; Polonia y Hungría se basan en el modelo soviético.
- Partición de Corea en la República Popular Democrática de Corea (Corea del Norte) y de la República de Corea (Corea del Sur).
- 1948-1949: primera guerra árabe-israelí.
- 1948-1949: Bloqueo de Berlín.
- Colombia: Estallido del Bogotazo.
- Asesinato de Mahatma Gandhi.
- Declaración Universal de los Derechos Humanos.
- Gueorgui Gámov: Teoría cosmológica del big bang.
- Richard Feynman, Julian Schwinger y Shin'ichirō Tomonaga: la electrodinámica cuántica.

### 1949
- Se separan la República Federal Alemana y la República Democrática Alemana.
- Konrad Adenauer, canciller de la Alemania Federal.
- Proclamación de la República Popular de Hungría.
- Creación del COMECON.
- Firma del Pacto del Atlántico Norte (OTAN).
- Fundación de la República Popular de China tras el triunfo de la Revolución.
- Posesión de la Unión Soviética de la bomba atómica.

## Cronología de otros eventos que ocurrieron durante la década

### 1942
- El extranjero de Albert Camus.
- Enrico Fermi: Primera pila atómica.

### 1943
- 1943-1959: Museo Solomon R. Guggenheim en Nueva York de Frank Lloyd Wright.

### 1945
- Apertura en París de la galería de Denise René, dedicada a la abstracción geométrica.

### 1946
- El señor presidente de Miguel Ángel Asturias.

### 1947
- Estados Unidos: Creación de la Central Intelligence Agency (CIA).
- Otoño en Pekín de Boris Vian.
- Primeros drippings de Jackson Pollock.

### 1948
- Norbert Wiener: fundamentos  de la cibernética.
- Willard Libby: método de datación del carbono 14.
- El limpiabotas se convierte en la primera película no anglófona ganadora del Premio de la Academia.
- Creación del movimiento artístico CoBrA.
- Furor y Misterio de René Char.

### 1949
- El bello verano de Cesare Pavese.
- El Mediterráneo de Fernand Braudel.

## Descolonización
- 1943: El Líbano se independiza de Francia
- 1945: Indonesia declara su independencia de los Países Bajos (reconocida en 1949).
- Camboya y Vietnam se independizan de Francia.
- 1946: Los colonos franceses se ven obligados a evacuar la colonia, ahora independiente de Siria. Jordania logra su independencia del Reino Unido.
- 1947: Independencia y partición de la India en dos estados: Pakistán (de mayoría musulmana) y La India (de mayoría hindú).
- 1948: Creación del Estado de Israel.
- Birmania y Sri Lanka se independizan del Reino Unido.
- Bután se independiza de la India.

## Cine
- 1940: El Gran Dictador
- 1940: Historia de Filadelfia
- 1941: Ciudadano Kane
- 1941: El halcón maltés
- 1942: Casablanca
- 1942: Ser o no ser
- 1945: Les Dames du Bois de Boulogne
- 1945: Les Enfants du paradis
- 1946: Gilda
- 1946: Roma, ciudad abierta
- 1946: Qué bello es vivir
- 1948: Ladrón de bicicletas
- 1949: El tercer hombre

Principal referencia: 

### Mención a otras películas de la década

#### De 1940 a 1944
- 1940: Rebecca
- 1940: Fantasía
- 1940: Pinocchio
- 1940: Espejismo de amor
- 1941: Los viajes de Sullivan
- 1942: El mayor y la menor
- 1942: Cat People
- 1944: Laura
- 1944: Tener y no tener

#### De 1945 a 1949
- 1945: Fuego de juventud
- 1945: Que el cielo la juzgue
- 1946: The Big Sleep
- 1947: Miracle on 34th Street
- 1949: Mujercitas
- 1949: Madame Bovary

## Deportes
- Se cancelan los XII Juegos Olímpicos de Verano en Helsinki debido a la Segunda Guerra Mundial (1940)
- Se cancelan los XIII Juegos Olímpicos de Verano en Londres debido a la Segunda Guerra Mundial. (1944)
- Se celebran los XIV Juegos Olímpicos de Verano, esta vez sí, en Londres, únicos Juegos Olímpicos celebrados en la década. (1948)

## Música
Aun cuando la Segunda Guerra Mundial tenía al mundo convulsionado, el swing fue el ritmo más dominante de la década. Sin embargo, a fines de los años cuarenta se vio la decadencia de este género, esta década estuvo dominada musicalmente en todo el mundo por dos grandes artistas Bing Crosby y Frank Sinatra con sus estilos musicales como el jazz y la música pop, no obstante  Bing Crosby fue el cantante más popular de la década 40 en todo el mundo .
Esta y la década de 1950 fueron de vital transcendencia para México: emergieron grandes cantantes como Pedro Infante y Jorge Negrete, que impusieron la moda del cine y la música mexicana.